# پانچوس
پانچوس یا لُس پانچوس (اسپانیایی: Los Panchos‎) یک گروه موسیقی رمانتیک اسپانیولی‌زبان بودند که بابت ترانه‌های عاشقانه و بوله‌روهای خود، شهرت بین‌المللی داشتند و از زمان تشکیل تا کنون، میلیون‌ها آلبوم از آثار خود را به فروش رسانده‌اند.
آنها علاوه بر خوانندگی، در حدود ۵۰ فیلم سینمایی نیز در «دوران طلایی سینمای مکزیک» ظاهر شدند.  این گروه موسیقی به عنوان یکی از برترین سه‌گانه‌ی موسیقی تمام دوران و یکی از تأثیرگذارترین هنرمندان آمریکای لاتین در تمام دوران شناخته می‌شود.